# Musan Salama
Musan Salama, oder kurz MuSa, ist ein finnischer Fußballverein aus der Stadt Pori in der Landschaft Satakunta.

## Geschichte
Der Verein wurde 1960 als Fußball- und Eishockeyklub im Vorort Musa gegründet. Später wurde die Eishockeyabteilung abgespalten. Wörtlich übersetzt bedeutet der Name des Vereins „Blitz von Musa“. 1998 wurde er zum besten Fußballverein in Satakunta gewählt. In den 1990er Jahren schaffte Musan Salama den Sprung in die Ykkönen, die zweithöchste Spielklasse im finnischen Fußball, jedoch war dies nur von sehr kurzer Dauer. Am Ende der Saison 2018 stieg MuSa erneut in die Ykkönen auf und konnte sich dort für drei Spielzeiten halten, ehe die Mannschaft Ende 2021 wieder zurück in die Kakkonen abstieg. Von dort folgte am Saisonende 2022 sogar der sofortige Abstieg in die Viertklassigkeit.

## Bekannte Spieler
- Hermanni Vuorinen (2002)
- Timo Furuholm (2004)
- Antti Sumiala (2010)
- Kourouma Fatoukouma (2016–2019), nigrischer Nationalspieler
- Fareed Sadat (2020–2022), afghanischer Nationalspieler
- Taiki Kagayama (2022)